# Úbrež
Úbrež (in ungherese: Ubrezs) è un comune della Slovacchia facente parte del Distretto di Sobrance, nella regione di Košice.

## Geografia
Con una popolazione stimata - alla fine del 2017 - di 796 abitanti, si trova nel nord-est della regione, nello spartiacque del fiume Bodrog (affluente di destra del Tisza) e vicino al confine con la regione di Prešov e l'Ucraina.